# 筏田かつら
筏田 かつら（いかだ かつら、7月1日 - ）は、日本の小説家。千葉県出身。

## 略歴
千葉県内の進学高校を卒業し、東京都内の大学に進学、バイオインフォマティクスを専攻した、理系出身の作家である。大学卒業後は、山形県内の企業に就職・居住。その後、沖縄県等の地方居住経験を経て、現在の居住地に至る。作者自身の体験や、地方居住の経験が、作中にも見られる。
2011年から、WEB小説（小説家になろう）に『静かの海』を投稿開始。
2016年、第4回ネット小説大賞で『静かの海』、『眼鏡とあまのじゃく』の2作品が同時に受賞。同年、受賞作の一つである『静かの海』で、宝島社から商業デビュー。2017年、もう一つの受賞作である『眼鏡とあまのじゃく』を加筆修正し、改題した『君に恋をするなんて、ありえないはずだった』を宝島社から発刊。続編、スピンオフの発刊を期に『君恋』シリーズ と呼ばれるようになった（作者本人は『何変』シリーズや、シリーズの総称として「ありえない」と呼ぶことが多い）。
イラストレーターU35氏の表紙と、人間の感情を作品タイトルに起用した斬新さが人目を惹く。2017年の初版発刊からから長期に渡り根強い人気をほこる。
コミカライズ化の効果も追い風となり、シリーズ累計40万部（2021年8月現在）を売り上げるヒット作となった。また、騒々しさとシットリする独特の文調が同居する作風は、一部のファン層から「筏田節」と称されている。

## 作品

### 小説

#### 単著
- 静かの海 あいいろの夏、うそつきの秋（宝島社）単行本 – 2016/9/5（イラスト：友風子）
- 静かの海 ゆらめきの冬、さよならの春（宝島社）単行本 – 2016/10/7（イラスト：友風子）
- 君に恋をするなんて、ありえないはずだった（宝島社文庫）文庫 – 2017/3/25（イラスト：U35）
- 君に恋をするなんて、ありえないはずだった そして、卒業（宝島社文庫）文庫 – 2017/7/6（イラスト：U35）
- 君に恋をしただけじゃ、何も変わらないはずだった（宝島社文庫）文庫 – 2018/3/6（イラスト：U35）
- 静かの海 その切ない恋心を、月だけが見ていた 上（宝島社文庫）文庫 – 2018/6/6（イラスト：LAL!ROLE）
- 静かの海 その切ない恋心を、月だけが見ていた 下（宝島社文庫）文庫 – 2018/6/6（イラスト：LAL!ROLE）
- ヘタレな僕はNOと言えない（幻冬舎文庫）文庫 – 2019/2/7（イラスト：ma2）
- 赤くない糸で結ばれている（角川文庫）文庫 – 2021/3/24（イラスト：山中ヒコ）
- 大嫌いな君に、サヨナラ（PHP研究所 カラフルノベル）単行本（ソフトカバー） – 2020/6/20（いかだかつら 名義／イラスト：げみ）
- 君に恋をするなんて、ありえないはずだった 課外授業は終わらない（宝島社文庫）文庫 – 2021/8/5（イラスト：U35）
- 君に恋をするのは、いけないことですか (宝島社文庫)  – 2025/3/5（イラスト：U35）

#### アンソロジー
「」内が筏田かつらの作品
- 3分で読める！ 誰にも言えない○○の物語（宝島社文庫）文庫 - 2022/5/10「誰にも言えない早朝○○の物語」

### 漫画
- 君に恋をするなんて、ありえないはずだった（このマンガがすごい!Comics）単行本 – 2018/1/26（作画：柏木郁乃）
- 君に恋をするなんて、ありえないはずだった 2（このマンガがすごい!Comics）単行本 – 2018/7/20（作画：柏木郁乃）
- 一番遠くて、近いあいつ。～君に恋をするなんて、ありえないはずだった～1（HOWLコミックス) 単行本 - 2024/5/16（作画：猫井ヤスユキ）
- 一番遠くて、近いあいつ。～君に恋をするなんて、ありえないはずだった～2（HOWLコミックス) 単行本 - 2024/8/16（作画：猫井ヤスユキ）
- 一番遠くて、近いあいつ。～君に恋をするなんて、ありえないはずだった～3（HOWLコミックス) 単行本 - 2025/1/16（作画：猫井ヤスユキ）